# Euprosopia tomareae
Euprosopia tomareae är en tvåvingeart som beskrevs av Mcalpine 2007. Euprosopia tomareae ingår i släktet Euprosopia och familjen bredmunsflugor. Inga underarter finns listade i Catalogue of Life.